# (85471) Maryam
(85471) Maryam es un asteroide perteneciente al cinturón de asteroides, región del sistema solar que se encuentra entre las órbitas de Marte y Júpiter.
Fue descubierto el 4 de junio de 1997 por el equipo del Observatorio George.

## Designación y nombre
Designado provisionalmente como 1997 LD4, fue nombrado Maryam, un nombre compuesto en honor a Martin R. Pepper (n. 1976), Ryan D. Pepper (n. 1977) y Amber D. Pepper (n. 1980), hijos de uno de los descubridores de este planeta menor.

## Características orbitales
Maryam está situado a una distancia media del Sol de 2,353 ua, pudiendo alejarse hasta 2,896 ua y acercarse hasta 1,811 ua. Su excentricidad es 0,231 y la inclinación orbital 25,473 grados. Emplea 1318,53 días en completar una órbita alrededor del Sol.

## Características físicas
La magnitud absoluta de Maryam es 16,32. 